# Mausoleum der Familie Selve

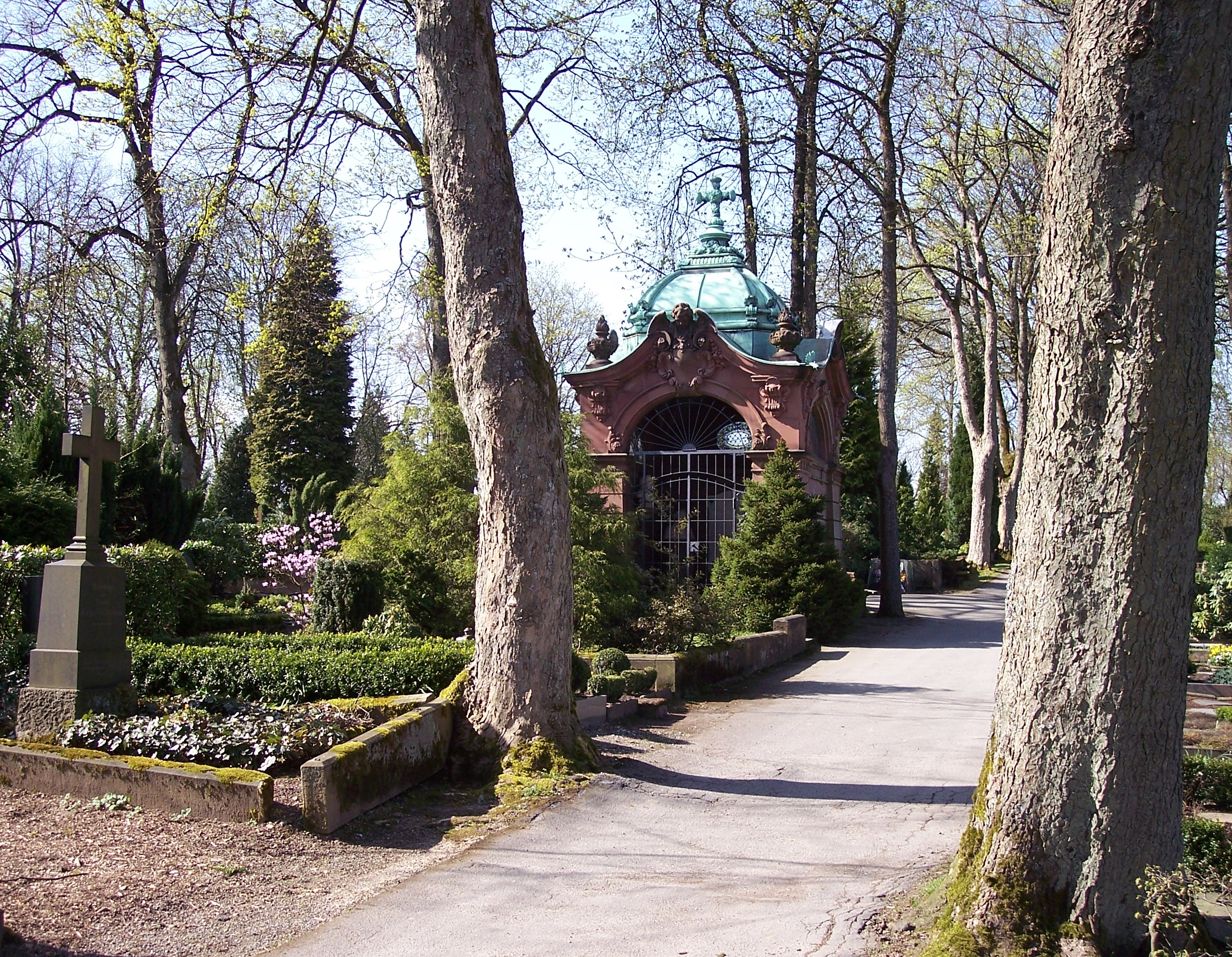
Mausoleum Selve

Das Mausoleum der Familie Selve ist ein denkmalgeschütztes Bauwerk auf dem alten evangelischen Friedhof, Mathildenstraße 29, in Lüdenscheid im Märkischen Kreis, Nordrhein-Westfalen.

## Geschichte und Architektur

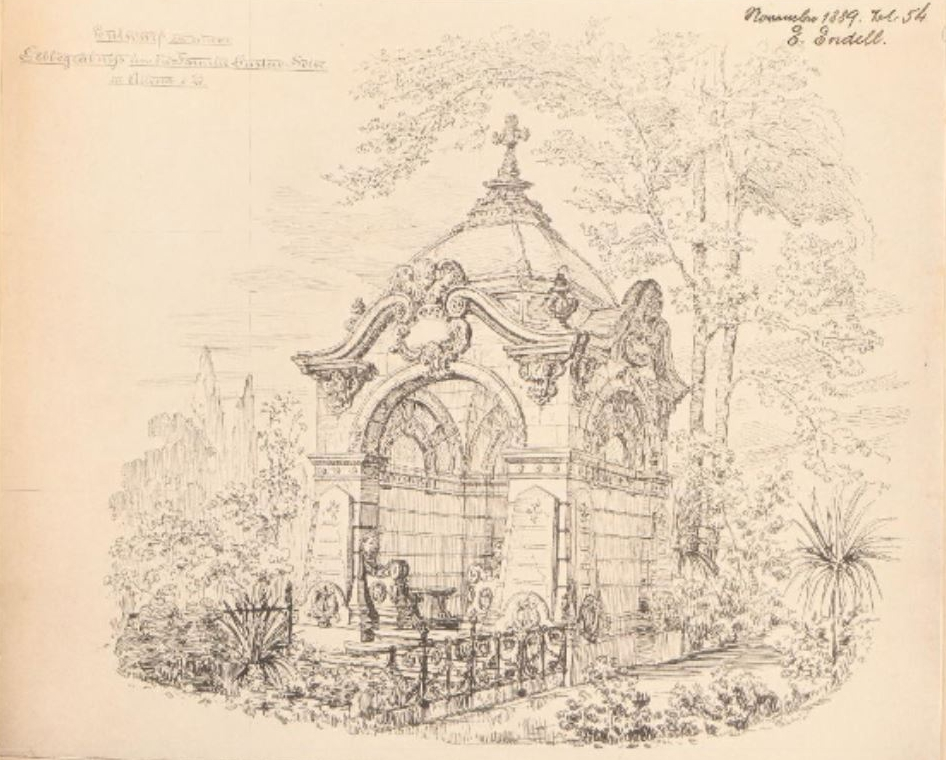
Entwurfszeichnung von Eduard Endell, 1889

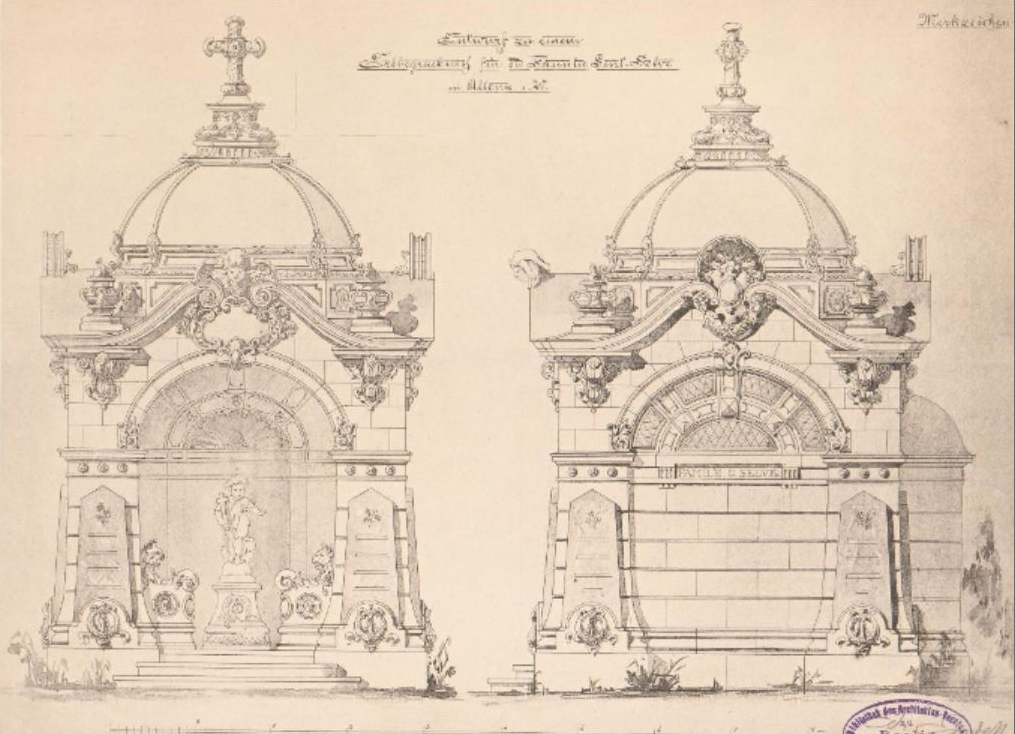
Entwurfszeichnung von Eduard Endell, 1889

Im September 1889 lobte der Altenaer Unternehmer Gustav Selve unter den Mitgliedern des Architekten-Vereins zu Berlin einen Architektenwettbewerb für den Entwurf eines Erbbegräbnisses für die Familie Selve aus. Gustav Selves Vater Hermann Dietrich Selve (1813–1881) hatte 1861 im Versetal bei Bärenstein das Metallwalzwerk Basse & Selve gegründet, das Gustav Selve zu einem bedeutenden Konzern ausbaute.
Die Auslobung machte zur Vorgabe, dass das Mausoleum in Hallenform gebaut sein, sechs gemauerte Grüfte enthalten und durch Schmuckanlagen umgeben sein sollte. Die Baukosten durften dabei 15.000 Mark nicht überschreiten. Für die Gewinner des Wettbewerbs waren Preisgelder in Höhe von 350 Mark und 150 Mark ausgesetzt.
Im Wettbewerb reichten unter anderem die Architekten Emil Hoffmann (1845–1901), Otto Schmalz (1861–1906), Rudolf Speer (1849–1893) sowie das Architekturbüro von Gustav Erdmann und Ernst Spindler Entwürfe ein. Ausgeführt wurde schließlich im Jahr 1893 der von Eduard Endell eingereichte Entwurf.
Der dreiseitig geschlossene Bau im neubarocken Stil steht auf einem quadratischen Grundriss. Er wurde aus Buntsandstein gemauert und mit einer Haube aus Kupferblech bekrönt. Die beiden Seitenwände sind durch bogenförmige, kunstvoll gestaltete Buntglasfenster durchbrochen, in der Rückwand ist ein kleineres rundes Fenster. Im Innenraum befindet sich ein Mosaikboden. Hier stehen die Marmorbüsten der männlichen Familienmitglieder, so auch von Gustav Selves Vater Hermann Dietrich Selve. Sie wurde geschaffen von Luigi Calderini, einem italienischen Maler und Bildhauer.
Im Juli 1987 wurde das Gebäude durch Vandalismus stark beschädigt. Säulen wurden umgestürzt und Marmorbüsten zerbrochen. Das Gebäude wurde daraufhin umfangreich renoviert und wieder instand gesetzt. Neben Steinmetzarbeiten wurden die Buntglasfenster restauriert und mit einer Schutzverglasung versehen. Auch die zerstörte Marmorbüste Hermann Dietrich Selves wurde restauriert. Der Zugang zum Grabmal wurde durch Eisengitter gesichert, so dass kein Unbefugter mehr eindringen kann.
Im April des Jahres 1988 beantragte die Erbengemeinschaft Selve, das Mausoleum unter Denkmalschutz zu stellen. Am 6. Juli 1988 wurde das Gebäude daraufhin unter der laufenden Nummer 79 in die Denkmalliste der Stadt Lüdenscheid aufgenommen.